# Allt är idioternas fel
Allt är idioternas fel är den sverigefinlandssvenske vissångaren Dan Berglunds sjätte studioalbum, utgivet av skivbolaget Brus och knaster 2011.
Albumet spelades in Hösten 2010 i Studio Epidemin i Göteborg. Producent var som på det föregående albumet Göran Petersson.

## Låtlista
Alla låtar är skrivna av Dan Berglund.
1. "Allt är idioternas fel" – 3:53
2. "Gröna vågor" – 5:25
3. "Alla ler" – 3:17
4. "Förlåt!" – 4:20
5. "Goda exempel" – 5:32
6. "Boken" – 3:19
7. "Det förflutna" – 2:53
8. "Mannen som var så förbannad" – 3:48
9. "Snälla ögon" – 4:45
10. "Kärlek, tröttnar du aldrig..." – 4:25
11. "Skymningen" – 10:00

## Medverkande
- Stefan Bellnäs – kontrabas
- Dan Berglund – sångare, gitarr
- Henik Cederblom – gitarr, lapsteel, dobro, mandolin, viola
- Göran Petersson – producent
- Patrik Rydman – virveltrumma, claves
- Peter Schöning – violoncell
- Harald Svensson – piano, dragspel, keyboard

## Mottagande
Allt är idioternas fel fick generellt sett ett positivt mottagande och har medelbetyget 3,5/5 på sajten Kritiker.se, som sammanställer bland annat skivrecensioner, baserat på nio omdömen.

### Fotnoter
1. 1 2 3  ”Dan Berglund”. Svensk mediedatabas. Arkiverad från originalet den 10 juni 2015. https://web.archive.org/web/20150610131553/http://smdb.kb.se/catalog/search?q=dan+berglund&sort=OLDEST. Läst 25 januari 2013.
2. ↑  ”Allt är idioternas fel”. Kritiker.se. http://kritiker.se/skivor/dan-berglund/allt-ar-idioternas-fel/. Läst 25 januari 2013.